# چاکراشپور
چاکراشپور (به انگلیسی: Chakradharpur) یک منطقهٔ مسکونی در هند است که در West Singhbhum district واقع شده‌است. چاکراشپور ۱۹۷٬۹۵۳ نفر جمعیت دارد.